# Chusquea tenella
Chusquea tenella es una planta gramínea arbustiva perenne, perteneciente a la subfamilia de los bambúes (Bambusoideae). Crece en zonas húmedas subtropicales y tropicales del centro-este de Sudamérica. 

## Descripción
Chusquea tenella es un bambú de una altura de entre 2 y 3 metros, que presenta cañas erguidas, con interior hueco o fistuloso, y diámetros basales de entre 10 y 15 mm, terminan en un ápice de 4 mm de ancho. Los nudos van desde hirsutos a pilosos; los pelos son castaños, fácilmente caducos, al comienzo tiesos; los entrenudos miden hasta 30 cm.
Hojas
Las láminas pueden ser decíduas o persistentes. Las que cubren las cañas son estriadas y pubescentes, salpicadas de pequeñas máculas rectangulares de color violáceo, las que frecuentemente se unen; el cuello y bordes se encuentran densamente apestañados. Desde las ramificaciones de las ramas, huecas y delgadas, crecen vainas hirsutas de seudopecíolo pubescente, láminas de base asimétrica, membranáceas, lanceoladas, de 150 a 220 mm de largo por 30 a 45 mm de ancho. 
Flores
Las inflorescencias son espiguillas violáceas y glabras de 10 mm en racimos o glomérulos de 15 a 40 mm de longitud, que se encuentran en ramas floríferas de 70 cm de largo máximo.

## Distribución
Chusquea tenella se distribuye formando parches en sotobosques sombreados y quebradas selváticas en sierras del sudeste y sur de Brasil, Uruguay y el nordeste de la Argentina en el extremo norte de la mesopotamia, en la zona central y oriental de la provincia de Misiones.

## Taxonomía
Chusquea tenella fue descrita originalmente en el año 1835 por el botánico alemán (nacido en territorio actualmente polaco) Christian Gottfried Daniel Nees von Esenbeck.
Etimología.
El nombre genérico Chusquea viene del idioma muisca chusky, que según manuscritos coloniales significa "Caña ordinaria de la tierra".
Sinonimia.
- Chusquea uruguayensis Arechav., 1897. Tipo: Uruguay. Gruta de los Helechos en Tacuarembó, sin colector s.n. (holotipo, MVM; isotipo, BAA!).[7]
- Chusquea tenella Nees var. latifolia Dutra, 1938. Tipos: Brasil. Río Grande del Sur, sin localidad, 30 de julio de 1932, J. Dutra 1543 (holotipo, US-1723529!).[8]